# Чорнокоровниково
Чо́рнокоро́вниково (рос. Чёрнокоровниково) — село у складі Угловського району Алтайського краю, Росія. Входить до складу Симоновської сільської ради.

## Населення
Населення — 10 осіб (2010; 14 у 2002).
Національний склад (станом на 2002 рік):
- росіяни — 100 %